# آپولو ۶
آپولو ۶ (به انگلیسی: Apollo 6) قسمتی از پروژهٔ آپولوی ناسا برای آماده‌سازی فرود انسان بر سطح کره ماه بود.
این مأموریت که توسط ناسا در سال ۱۹۶۹ انجام شد، آخرین مأموریت آزمایشی بدون سرنشین از پروژهٔ آپولو بود.